# Labrundinia johannseni
Labrundinia johannseni är en tvåvingeart som beskrevs av Beck 1966. Labrundinia johannseni ingår i släktet Labrundinia och familjen fjädermyggor.
Artens utbredningsområde är Florida. Inga underarter finns listade i Catalogue of Life.